# Chaniers
Chaniers est une commune du Sud-Ouest de la France, située dans le département de la Charente-Maritime (région Nouvelle-Aquitaine). Ses habitants sont appelés les Chagnolais et Chagnolaises.
Si Chaniers est parfois surnommée la commune aux cent villages, elle bénéficie d'un certain nombre d'atouts qui lui permettent d'en faire une commune attractive aux portes de Saintes. Bordée par la Charente, sur sa rive droite, Chaniers est devenue une commune suburbaine particulièrement recherchée, étant de plus située dans la première couronne résidentielle de l'aire urbaine de Saintes.

## Géographie

### Localisation et accès
La commune de Chaniers se situe dans le centre-est du département de la Charente-Maritime, en région Nouvelle-Aquitaine, dans l'ancienne province de Saintonge. Appartenant au Midi atlantique, au cœur de l'arc atlantique, elle peut être rattachée à deux grands ensembles géographiques, le Grand Ouest français et le Grand Sud-Ouest français.
La commune de Chaniers est entièrement située sur la rive droite de la Charente, à environ 6 km à l'est de Saintes et à 20 km à l'ouest de Cognac.
Cette commune fut longtemps la plus importante du canton de Saintes-Est, canton créé en 1985. Malgré son poids démographique, elle n'avait pas le statut de chef-lieu de canton. En 2015, la création du canton de Chaniers lui permet d'occuper le rôle de bureau centralisateur (c'est-à-dire de chef-lieu).
La commune est traversée d'ouest en est par la route départementale 24 (avenue des Deux-Charentes, puis avenue Charles-de-Gaulle dans le centre), qui est bordée par la voie ferrée Saintes-Angoulême (et Saintes-Bordeaux), sans arrêt à Chaniers (les trains du TER Nouvelle-Aquitaine de la ligne Saintes-Angoulême desservent la gare de Beillant, à Saint-Sever-de-Saintonge, à quatre kilomètres au sud-est du bourg central de Chaniers). La D 24 entre à Saintes par les Arcivaux.
La route nationale 141 entre Angoulême et Saintes, maillon occidental de la route Centre-Europe Atlantique, qui rejoint la rocade de Saintes et donne sur l'avenue Jourdan, traverse la commune au nord.
Chaniers dispose du dernier bac motorisé encore en service sur la Charente, qui permet d'accéder à la commune de Courcoury au sud.
Le bourg central, situé près du fleuve, s'organise autour de la place Saint-Pierre où se trouve l'église, et autour des rues Aliénor-d'Aquitaine et Saint-Antoine. La mairie, la salle des fêtes et la médiathèque occupent la place Jean-Pourcelet (du nom d'un maire de Chaniers). La place du Communal, sur la rive nord de la Charente, est bordée à l'ouest par une peupleraie, et à l'est par un camping. Au XXe siècle, l'urbanisation a progressé le long de la rue des Sables vers l'ouest, et a surtout progressé au nord de la voie ferrée, où ont été construits de nombreux lotissements, l'école et le bureau de poste.

### Hameaux et lieux-dits
La commune comprend également de nombreux hameaux, soit dans la plaine qui borde la Charente, comme Port-Hublé et La Baine, soit dans les collines de la partie nord, à l'instar des villages des Essarts et du Maine-Allain.

### Communes limitrophes
| Fontcouverte | La Chapelle-des-Pots | Saint-Césaire                         |
| Saintes      | Chaniers             | Saint-Sauvant, Dompierre-sur-Charente |
| Les Gonds    | Courcoury            | Saint-Sever-de-Saintonge              |

### Hydrographie

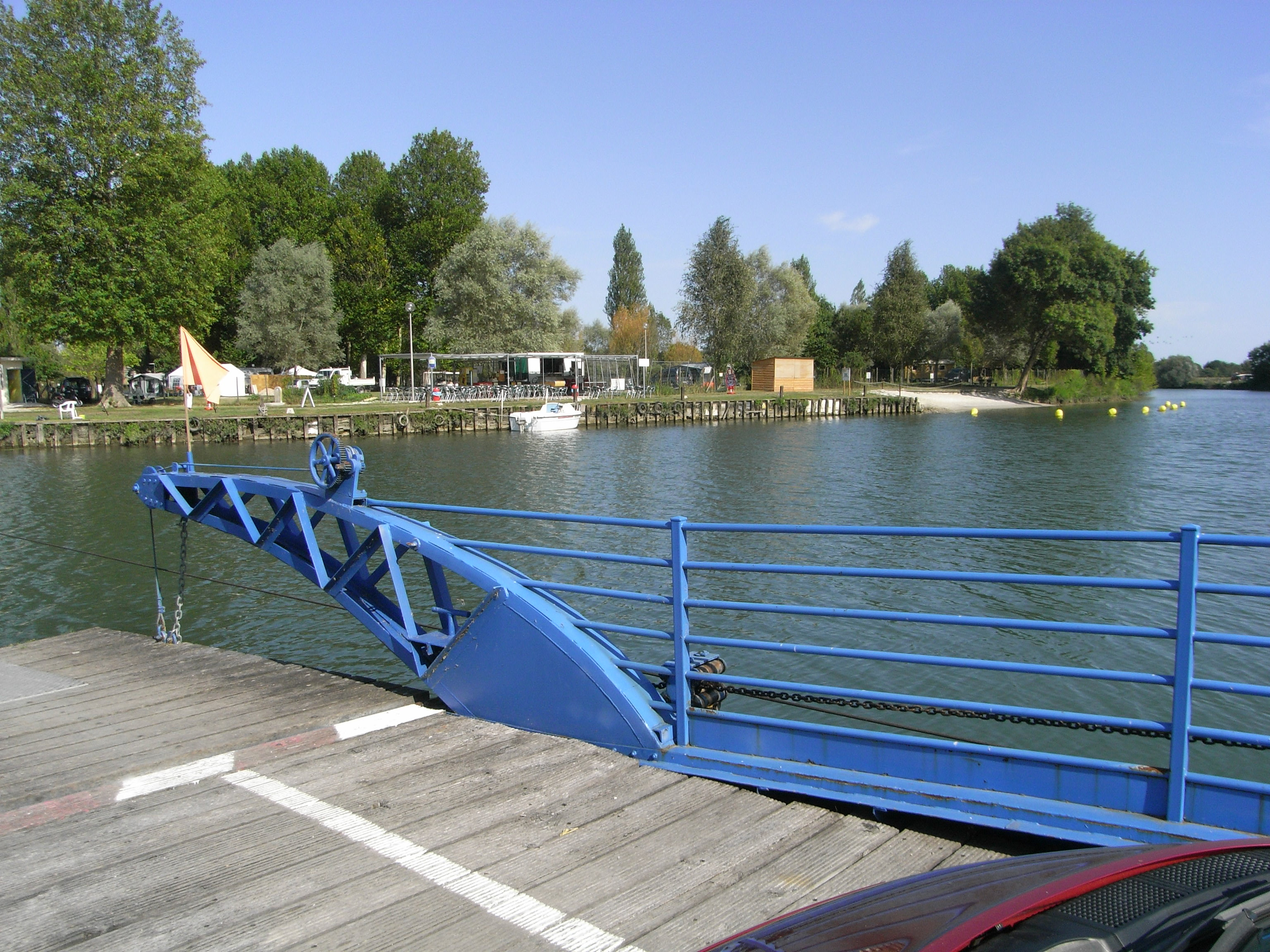
La Charente à Chaniers.

La commune est entièrement située sur la rive droite de la Charente juste en amont de Saintes.
Elle est limitée à l'est par le ruisseau du Coran, qui se jette dans la Charente à Orlac.
Le Bourru, autre ruisseau, traverse l'est de la commune pour se jeter dans la Charente à Bisseuil.

## Urbanisme

### Typologie
Au 1er janvier 2024, Chaniers est catégorisée commune rurale à habitat dispersé, selon la nouvelle grille communale de densité à 7 niveaux définie par l'Insee en 2022.
Elle est située hors unité urbaine. Par ailleurs la commune fait partie de l'aire d'attraction de Saintes, dont elle est une commune de la couronne,. Cette aire, qui regroupe 62 communes, est catégorisée dans les aires de 50 000 à moins de 200 000 habitants,.

### Occupation des sols
L'occupation des sols de la commune, telle qu'elle ressort de la base de données européenne d’occupation biophysique des sols Corine Land Cover (CLC), est marquée par l'importance des territoires agricoles (81,4 % en 2018), en diminution par rapport à 1990 (82,3 %). La répartition détaillée en 2018 est la suivante : 
terres arables (31,4 %), zones agricoles hétérogènes (27,3 %), cultures permanentes (13,8 %), forêts (12,4 %), prairies (8,9 %), zones urbanisées (6,2 %). L'évolution de l’occupation des sols de la commune et de ses infrastructures peut être observée sur les différentes représentations cartographiques du territoire : la carte de Cassini (XVIIIe siècle), la carte d'état-major (1820-1866) et les cartes ou photos aériennes de l'IGN pour la période actuelle (1950 à aujourd'hui).

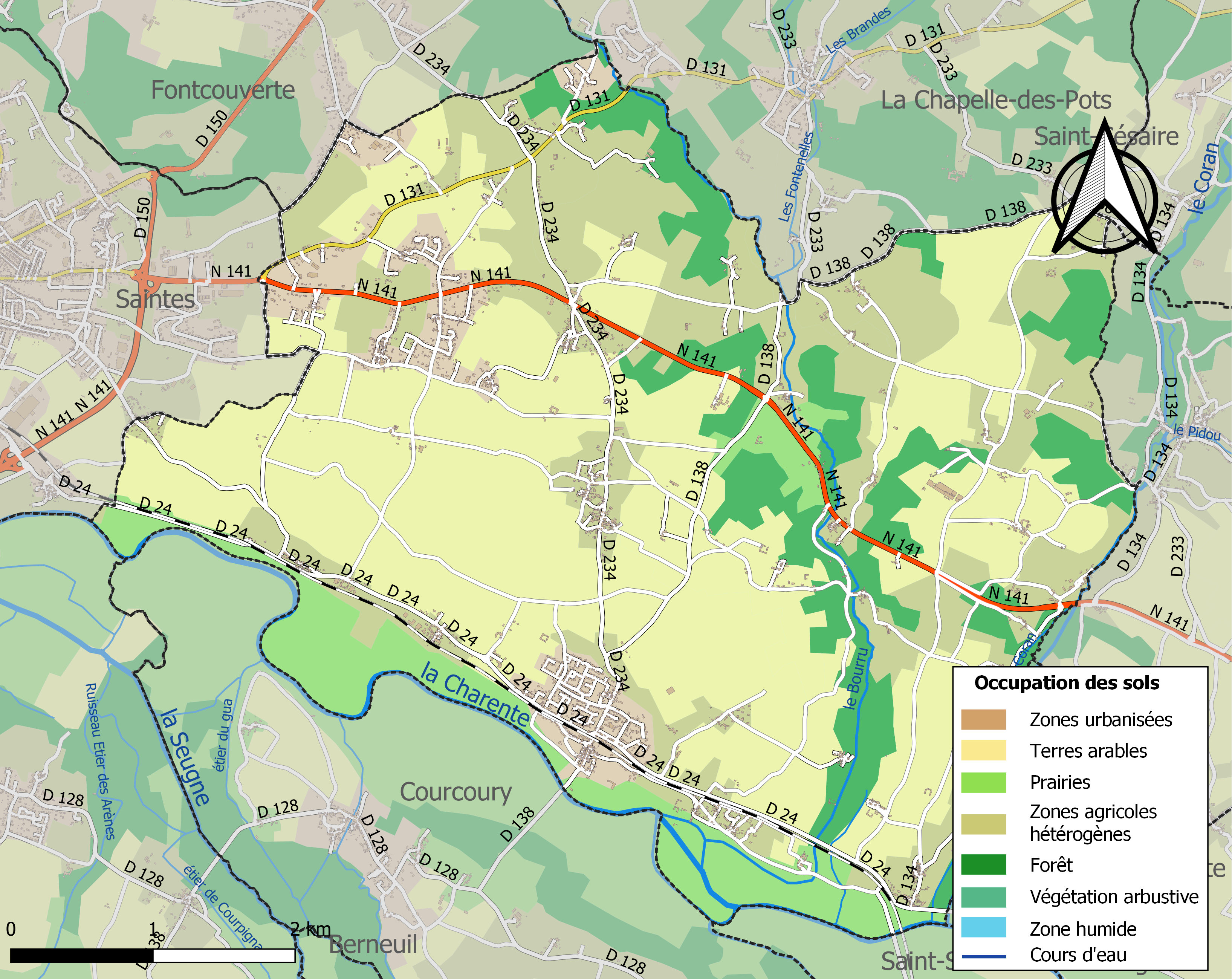
Carte des infrastructures et de l'occupation des sols de la commune en 2018 (CLC).

### Risques majeurs
Le territoire de la commune de Chaniers est vulnérable à différents aléas naturels : météorologiques (tempête, orage, neige, grand froid, canicule ou sécheresse), inondations, mouvements de terrains et séisme (sismicité modérée). Il est également exposé à un risque technologique, le transport de matières dangereuses. Un site publié par le BRGM permet d'évaluer simplement et rapidement les risques d'un bien localisé soit par son adresse soit par le numéro de sa parcelle.

#### Risques naturels
La commune fait partie du territoire à risques importants d'inondation (TRI) Saintes-Cognac-Angoulême, regroupant 46 communes concernées par un risque de débordement du fleuve Charente (34 en Charente et 12 en Charente-Maritime), un des 18 TRI qui ont été arrêtés fin 2012 sur le bassin Adour-Garonne. Les événements antérieurs à 2014 les plus significatifs sont les crues de l'hiver 1779, de 1842, de 1859, du 9 décembre 1882 du 19 février 1904, du 10 janvier 1961, de mars-avril 1962, du 24 décembre 1982 et du 8 janvier 1994. Des cartes des surfaces inondables ont été établies pour trois scénarios : fréquent (crue de temps de retour de 10 ans à 30 ans), moyen (temps de retour de 100 ans à 300 ans) et extrême (temps de retour de l'ordre de 1 000 ans, qui met en défaut tout système de protection). La commune a été reconnue en état de catastrophe naturelle au titre des dommages causés par les inondations et coulées de boue survenues en 1982, 1993, 1999, 2010 et 2021,.

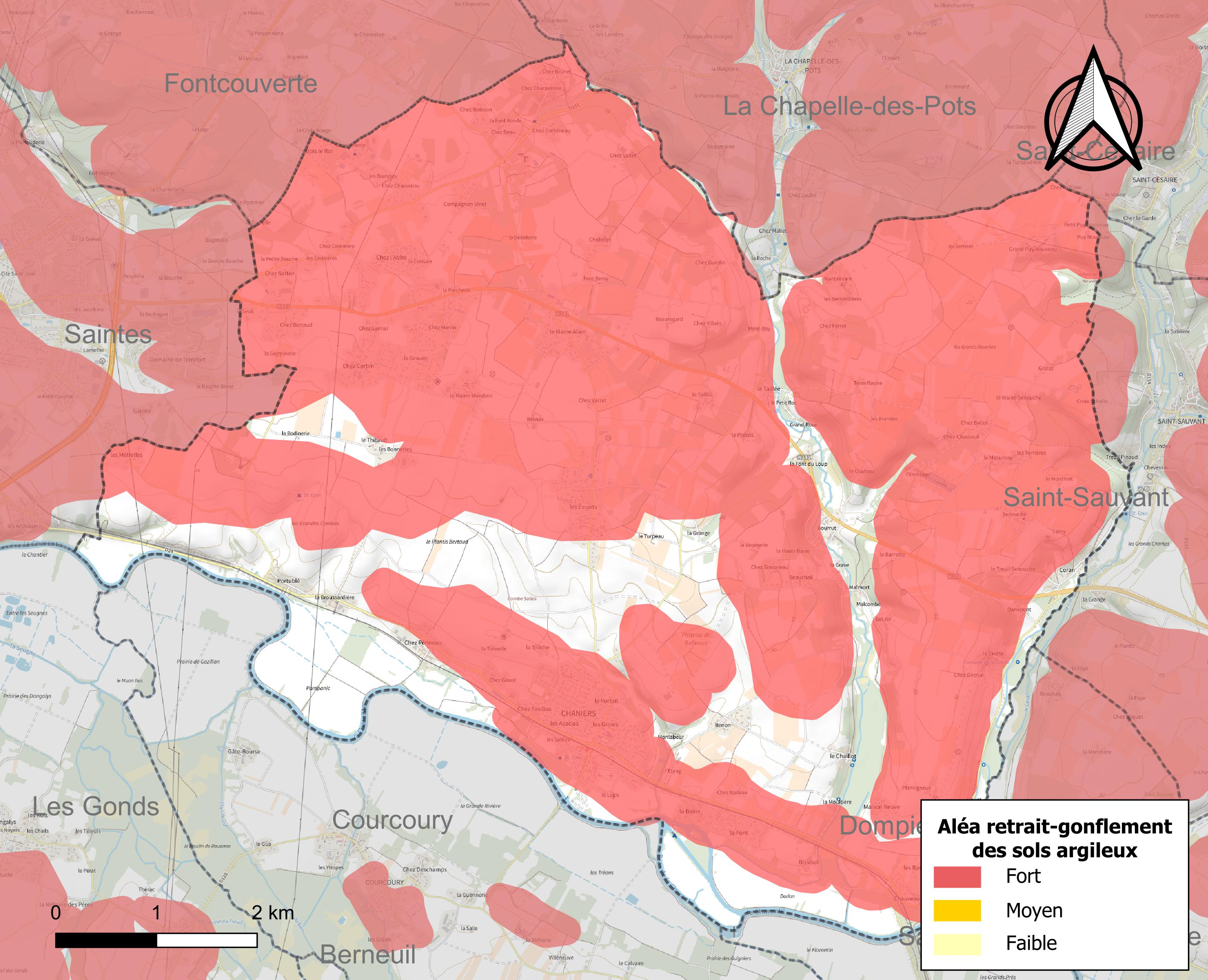
Carte des zones d'aléa retrait-gonflement des sols argileux de Chaniers.

Les mouvements de terrains susceptibles de se produire sur la commune sont des tassements différentiels.
Le retrait-gonflement des sols argileux est susceptible d'engendrer des dommages importants aux bâtiments en cas d’alternance de périodes de sécheresse et de pluie. 77,8 % de la superficie communale est en aléa moyen ou fort (54,2 % au niveau départemental et 48,5 % au niveau national). Sur les 1 812 bâtiments dénombrés sur la commune en 2019, 1 644 sont en aléa moyen ou fort, soit 91 %, à comparer aux 57 % au niveau départemental et 54 % au niveau national. Une cartographie de l'exposition du territoire national au retrait gonflement des sols argileux est disponible sur le site du BRGM,.
Par ailleurs, afin de mieux appréhender le risque d’affaissement de terrain, l'inventaire national des cavités souterraines permet de localiser celles situées sur la commune.
Concernant les mouvements de terrains, la commune a été reconnue en état de catastrophe naturelle au titre des dommages causés par la sécheresse en 1989, 1991, 2003, 2005, 2009, 2011 et 2018 et par des mouvements de terrain en 1999 et 2010.

#### Risques technologiques
Le risque de transport de matières dangereuses sur la commune est lié à sa traversée par une ou des infrastructures routières ou ferroviaires importantes ou la présence d'une canalisation de transport d'hydrocarbures. Un accident se produisant sur de telles infrastructures est susceptible d’avoir des effets graves sur les biens, les personnes ou l'environnement, selon la nature du matériau transporté. Des dispositions d’urbanisme peuvent être préconisées en conséquence.

## Toponymie
Le nom du bourg est inscrit par le clergé qui tenait l'état civil Chapniers jusqu'au 22 août 1715, où le p disparaît dans un acte paroissial rédigé par le père Deschamps qui remplaçait le curé Lavaspère, malade. Celui-ci décédera début septembre. Depuis aucune modification n'a été faite.
Certains toponymistes à la suite d’Albert Dauzat font un rapprochement avec le site topographique de la commune où dans la plaine fluviale, bordée par le fleuve, abondent de nombreux roseaux, d'où dériverait le nom de Chaniers, du latin canna signifiant « roseau », de l'occitan canna « roseau », issu du latin, car cette formation toponymique peut être médiévale. Chaniers serait alors une ancienne cannarium, c'est-à-dire une ancienne roselière,.
Enfin, des historiens insistent plutôt sur le passé historique de la commune en rapport étroit avec la poterie, car la commune voisine de La Chapelle-des-Pots était un grand centre de production à l'époque médiévale. La terre noire de cette partie de la Saintonge était propice à la fabrication de chanes c'est-à-dire des cruches, plus précisément des cruches à vin. Chaniers serait donc à l'origine un hameau de potiers spécialisés, les chaniers, qui auraient donné leur nom au village actuel où était réalisée leur industrie.

## Population et société

### Démographie
L'évolution du nombre d'habitants est connue à travers les recensements de la population effectués dans la commune depuis 1793. Pour les communes de moins de 10 000 habitants, une enquête de recensement portant sur toute la population est réalisée tous les cinq ans, les populations de référence des années intermédiaires étant quant à elles estimées par interpolation ou extrapolation. Pour la commune, le premier recensement exhaustif entrant dans le cadre du nouveau dispositif a été réalisé en 2005.

En 2022, la commune comptait 3 634 habitants, en évolution de +1,25 % par rapport à 2016 (Charente-Maritime : +4,04 %, France hors Mayotte : +2,11 %).
| 1793  | 1800  | 1806  | 1821  | 1831  | 1836  | 1841  | 1846  | 1851  |
| ----- | ----- | ----- | ----- | ----- | ----- | ----- | ----- | ----- |
| 2 387 | 2 122 | 1 922 | 2 532 | 2 719 | 2 733 | 2 530 | 2 522 | 2 611 |

| 1856  | 1861  | 1866  | 1872  | 1876  | 1881  | 1886  | 1891  | 1896  |
| ----- | ----- | ----- | ----- | ----- | ----- | ----- | ----- | ----- |
| 2 556 | 2 563 | 2 565 | 2 309 | 2 233 | 2 151 | 2 260 | 2 115 | 2 029 |

| 1901  | 1906  | 1911  | 1921  | 1926  | 1931  | 1936  | 1946  | 1954  |
| ----- | ----- | ----- | ----- | ----- | ----- | ----- | ----- | ----- |
| 2 003 | 2 004 | 1 910 | 1 809 | 1 732 | 1 694 | 1 723 | 1 934 | 1 955 |

| 1962  | 1968  | 1975  | 1982  | 1990  | 1999  | 2005  | 2006  | 2010  |
| ----- | ----- | ----- | ----- | ----- | ----- | ----- | ----- | ----- |
| 2 022 | 2 255 | 2 750 | 2 960 | 3 086 | 3 231 | 3 284 | 3 293 | 3 453 |

| 2015  | 2020  | 2022  | - | - | - | - | - | - |
| ----- | ----- | ----- | - | - | - | - | - | - |
| 3 567 | 3 585 | 3 634 | - | - | - | - | - | - |

#### Pyramide des âges
La population de la commune est relativement âgée.
En 2018, le taux de personnes d'un âge inférieur à 30 ans s'élève à 26 %, soit en dessous de la moyenne départementale (29 %). À l'inverse, le taux de personnes d'âge supérieur à 60 ans est de 36,2 % la même année, alors qu'il est de 34,9 % au niveau départemental.
En 2018, la commune comptait 1 768 hommes pour 1 820 femmes, soit un taux de 50,72 % de femmes, légèrement inférieur au taux départemental (52,15 %).
Les pyramides des âges de la commune et du département s'établissent comme suit.
| Hommes | Classe d’âge | Femmes |
| ------ | ------------ | ------ |
| 0,6    | 90 ou +      | 1,4    |
| 9,7    | 75-89 ans    | 11,2   |
| 24,4   | 60-74 ans    | 25,1   |
| 21,7   | 45-59 ans    | 21,5   |
| 15,2   | 30-44 ans    | 16,9   |
| 12,0   | 15-29 ans    | 9,5    |
| 16,4   | 0-14 ans     | 14,4   |

| Hommes | Classe d’âge | Femmes |
| ------ | ------------ | ------ |
| 1,1    | 90 ou +      | 2,6    |
| 10,1   | 75-89 ans    | 12,6   |
| 22     | 60-74 ans    | 23,2   |
| 20,1   | 45-59 ans    | 19,7   |
| 16,1   | 30-44 ans    | 15,6   |
| 15,2   | 15-29 ans    | 12,7   |
| 15,4   | 0-14 ans     | 13,6   |

## Politique et administration

### Tendances politiques et résultats
| Parti politique        | Candidat               | Circonscription | Commune |
| ---------------------- | ---------------------- | --------------- | ------- |
| Rassemblement national | Stéphane Morin         | 40,85 %         | 42,57 % |
| Renaissance-Ensemble   | Jean-Philippe Ardouin  | 27,88 %         | 30,52 % |
| Parti socialiste-NFP   | Fabrice Barusseau      | 28,07 %         | 23,53 % |
| Lutte ouvrière         | Anne-Catherine Godde   | 2,15 %          | 2,34 %  |
| Autre                  | Gérald Dahan-Berthelot | 1,05 %          | 1,03 %  |

Les trois premiers candidats sont qualifiés : Stéphane Morin, Jean-Philippe Ardouin et Fabrice Barusseau.
Participation de 71,35 % dans la commune, avec 2,36 % de votes blancs.
| Parti politique        | Candidat          | Circonscription | Commune |
| ---------------------- | ----------------- | --------------- | ------- |
| Rassemblement national | Stéphane Morin    | 49,94 %         | 51,66 % |
| Parti socialiste-NFP   | Fabrice Barusseau | 50,06 %         | 48,34 % |

Fabrice Barusseau est élu.
Participation de 70,78 % dans la commune, avec 7,79 % de votes blancs.

### Liste des maires
| Période                                  | Période  | Identité           | Étiquette             | Qualité                                                        |
| ---------------------------------------- | -------- | ------------------ | --------------------- | -------------------------------------------------------------- |
| Les données manquantes sont à compléter. |          |                    |                       |                                                                |
| 1945                                     | 1951     | Jean Louis Rouyer  |                       |                                                                |
| 1951                                     | 1953     | Gaston Quinquenaud |                       |                                                                |
| 1953                                     | 1977     | Jean Pourcelet     |                       |                                                                |
| 1977                                     | 1983     | Jean Menant        |                       |                                                                |
| 1983                                     | 2014     | Xavier de Roux     | UDF puis UMP puis UDI | Député (1993-1997 et 2002-2007) conseiller général (1985-2008) |
| 2014                                     | En cours | Éric Pannaud       | DVD                   | Cadre                                                          |

### Région
À la suite de la réforme administrative de 2014 ramenant le nombre de régions de France métropolitaine de 22 à 13, la commune appartient depuis le 1er janvier 2016 à la région Nouvelle-Aquitaine, dont la capitale est Bordeaux. De 1972 au 31 décembre 2015, elle a appartenu à la région Poitou-Charentes, dont le chef-lieu était Poitiers.

### Canton
Jusqu'en 1985, Chaniers faisait partie de l'ancien canton de Saintes-Nord créé pendant la réforme de la carte administrative du Consulat en 1801 où Saintes était alors divisée en deux cantons (Saintes-Nord et Saintes-Sud). Avant la réforme napoléonienne de 1800, les cantons de Saintes ne formaient qu'un seul et même canton depuis la Constituante de 1790.
Depuis le dernier découpage cantonal du département de la Charente-Maritime qui a eu lieu en 1985, Chaniers fait partie du canton de Saintes-Est dans lequel se trouvent également les communes de La Chapelle-des-Pots, Colombiers, Courcoury, Les Gonds et la Jard ainsi qu'une portion de la ville de Saintes-Est. Malgré l'importance de sa population, Chaniers n'a pas le statut de chef-lieu de canton.
Conformément à de multiples décisions du Conseil constitutionnel depuis 1985 et notamment sa décision n° 2010-618 DC du 9 décembre 2010. Chaniers devient Chef-lieu de canton en 2014.
27 communes composent le canton : Aujac, Aumagne, Authon-Ébéon, Bercloux, Brizambourg, Burie, Bussac-sur-Charente, Chaniers, La Chapelle-des-Pots, Chérac, Dompierre-sur-Charente, Le Douhet, Écoyeux, Fontcouverte, La Frédière, Juicq, Migron, Nantillé, Saint-Bris-des-Bois, Saint-Césaire, Saint-Hilaire-de-Villefranche, Saint-Sauvant, Saint-Vaize, Sainte-Même, Le Seure, Vénérand, Villars-les-Bois.

### Intercommunalités
Chaniers est restée longtemps à l'écart du mouvement de l'intercommunalité initié dans les années 1990 en Charente-Maritime. Avec Ardillières, Ballon et Ciré, elle est restée longtemps une commune indépendante.
C'est depuis le 28 mars 2011 que Chaniers a intégré officiellement la Communauté de communes Vignobles et Vals boisés du Pays Buriaud où Burie détient le siège de l'intercommunalité.
Jusqu'à la fin de l'année 2012, la commune de Chanies faisait partie de la Communauté de communes Vignobles et Vals boisés du Pays Buriaud qui comprenait dix communes ; cette dernière a fusionné avec la Communauté d'agglomération de Saintes le 1er janvier 2013.
Depuis janvier 2013, Chaniers fait donc partie de la Communauté d'agglomération de Saintes dont le siège administratif est situé à Saintes.
Par ailleurs, Chaniers fait partie du Pays de Saintonge romane où le siège administratif est situé à Saintes.

## Culture locale et patrimoine

### Lieux et monuments

#### Patrimoine religieux

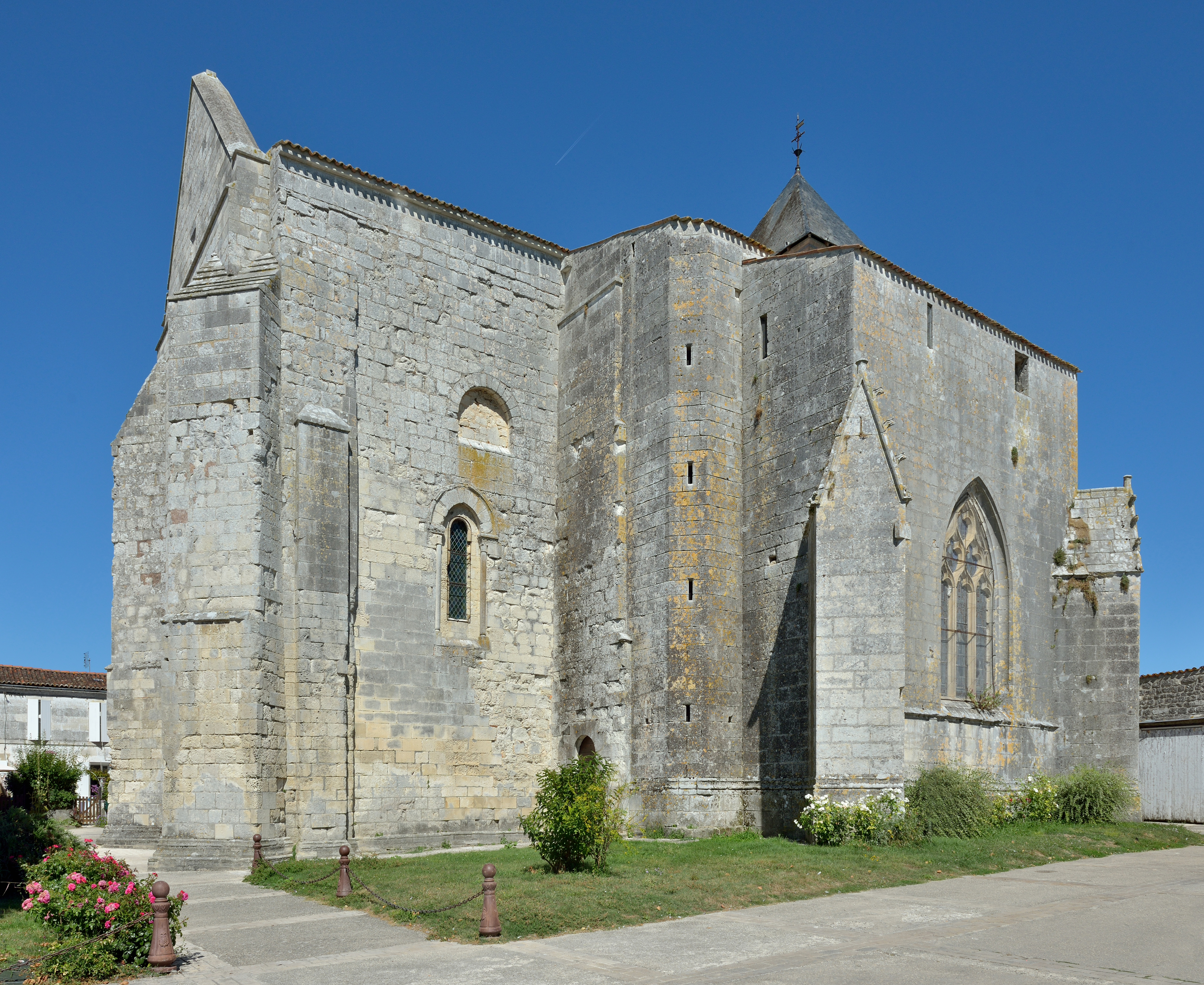
L'église Saint-Pierre de Chaniers.

L'église Saint-Pierre, située dans le centre-ville de Chaniers, a été construite sur un ancien site gallo-romain. Des traces de maçonneries datant du XIe siècle y ont été repérées à la base du clocher. Des travaux de fortification ont été réalisés pendant les guerres de Religion et une chapelle latérale a été érigée au XVIe siècle.
Cette église a été classée Monument historique en 1912.
Sur la place centrale du bourg de Chaniers se dresse le presbytère construit dans la deuxième moitié du XVIIe siècle ; cet édifice austère et très remanié est composé de deux corps de bâtiment juxtaposés que complète un porche.

#### Patrimoine civil et naturel
Le moulin de la Baine

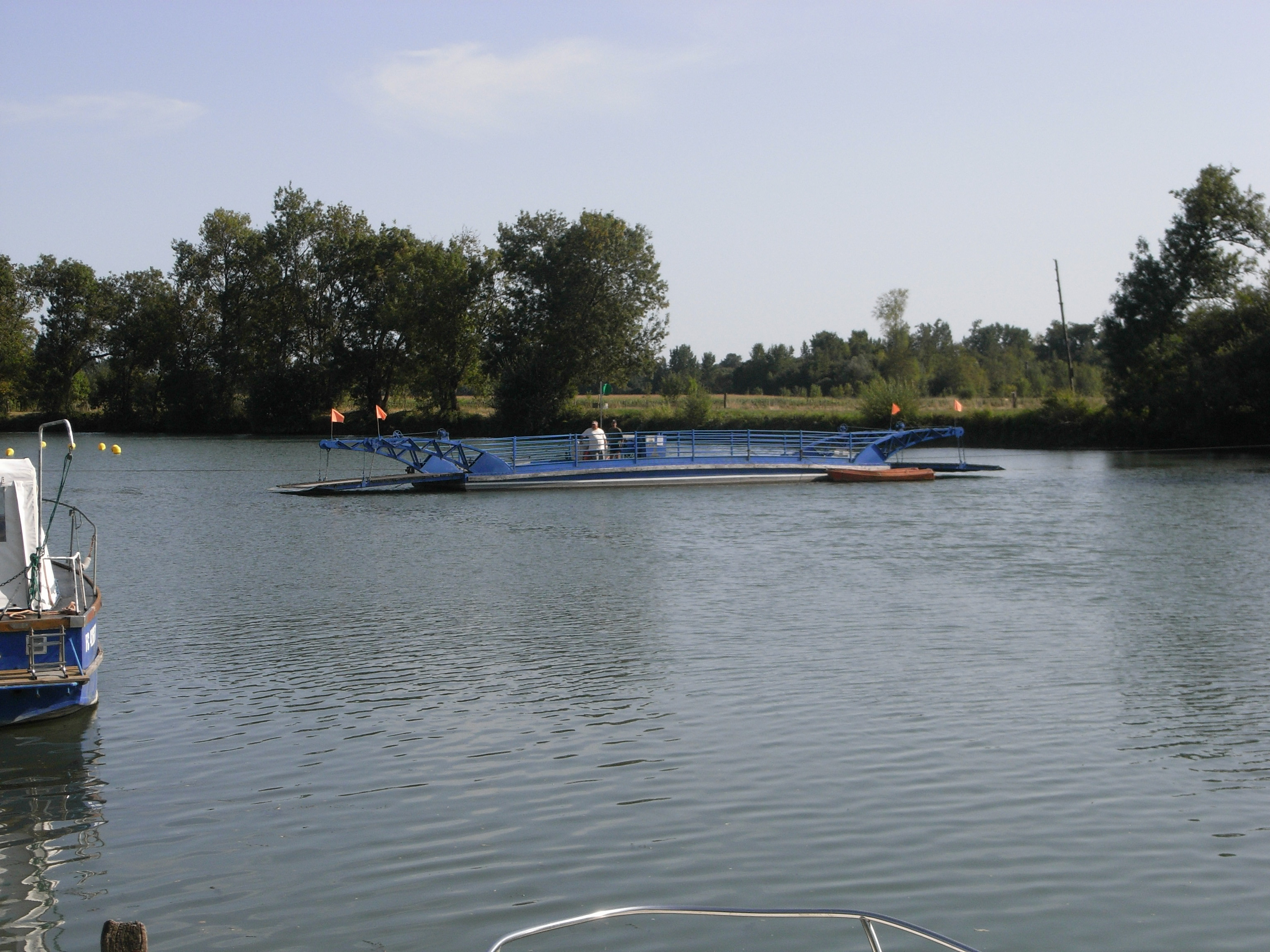
Le bac motorisé.

Cet édifice a été construit au XVIIe siècle par ordre de Jean-Baptiste Colbert. Il fut agrandi pendant le XVIIIe siècle devenant alors le plus grand moulin à eau de la région dont l'activité meunière a perduré jusqu'au milieu du XXe siècle.
Le bâti ancien
Dans le centre-bourg et dans les villages alentour dépendant de la commune se trouvent de belles demeures saintongeaises en pierre de taille datant la plupart du XVIIIe siècle comme le château de la Bucaudière, demeure privée qui ne se visite pas. Cet héritage patrimonial disséminé dans la campagne chagnolaise résulte de l'installation des riches notables de la ville voisine de Saintes qui y avaient fait construire leurs maisons des champs.
Par ailleurs, une bourgeoisie d'affaires et rurale avait su tirer une certaine prospérité de la vente des eaux de vie de cognac. Les logis charentais et les grandes fermes viticoles de la commune créés entre le XVIIe et XIXe siècles ont conservé d'intéressants portails dont un se trouve dans le centre-bourg, sur la place Saint-Pierre, se remarquant par un grand porche correspondant à une porte charretière surplombé d'un alignement de faux merlons caractéristiques de l'époque classique.
Les rives de la Charente
Le bac de Chaniers, au Communal, relie les communes de Courcoury et Chaniers en traversant la Charente.
Non loin se trouve la plage naturellement aménagée de Chaniers, face au camping.

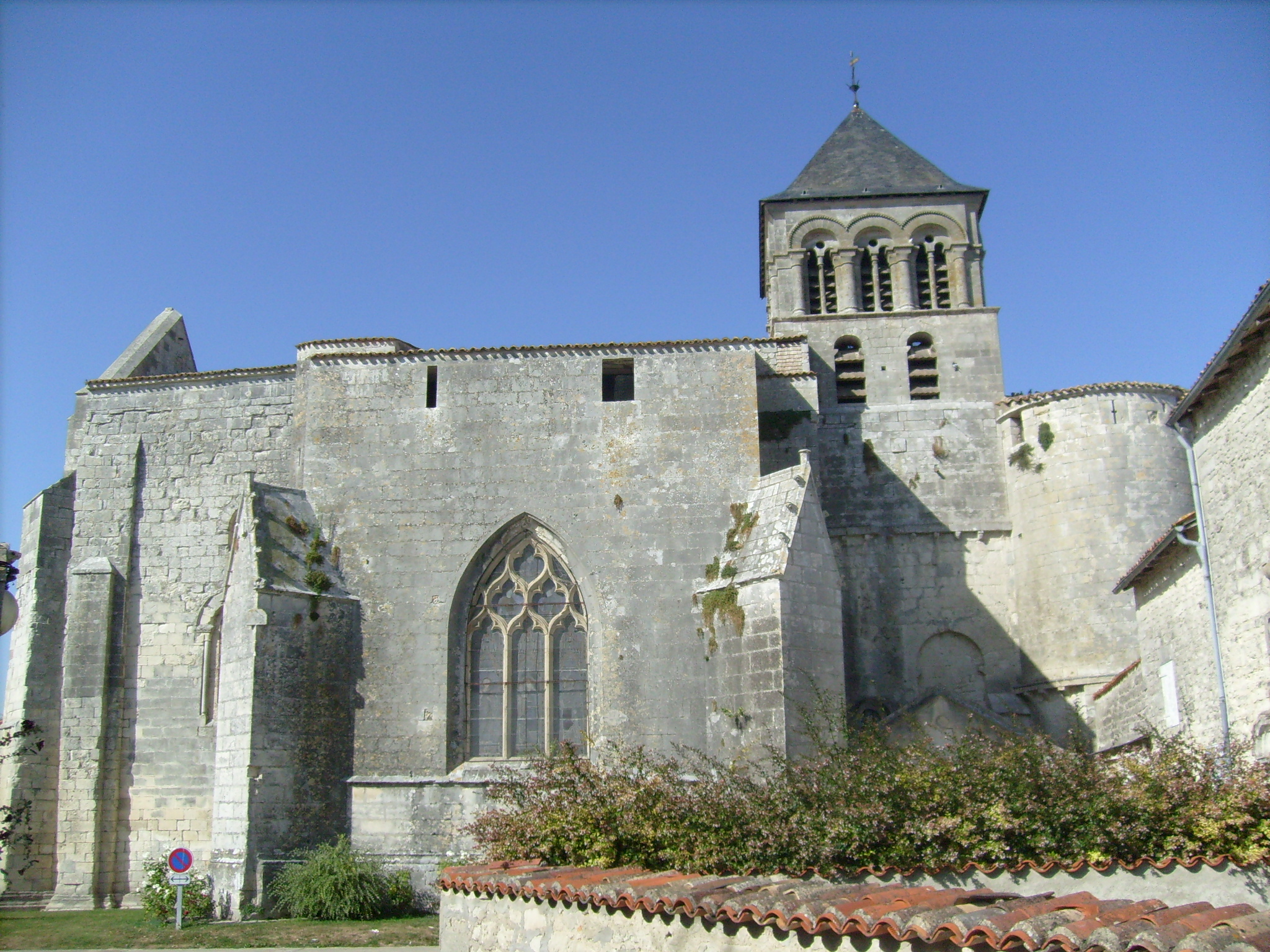
Une vue de l'église Saint-Pierre.
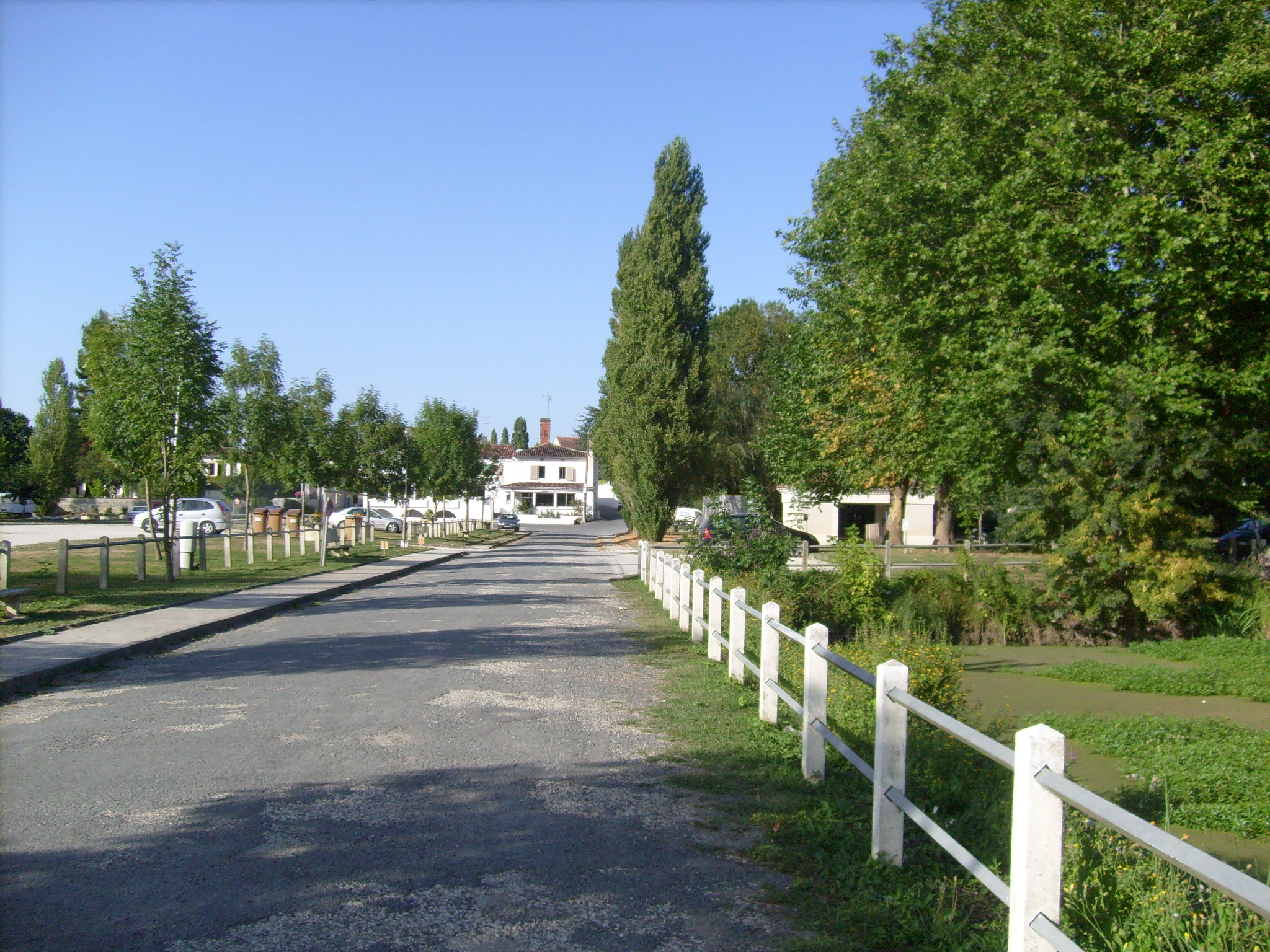
Les bords de la Charente.
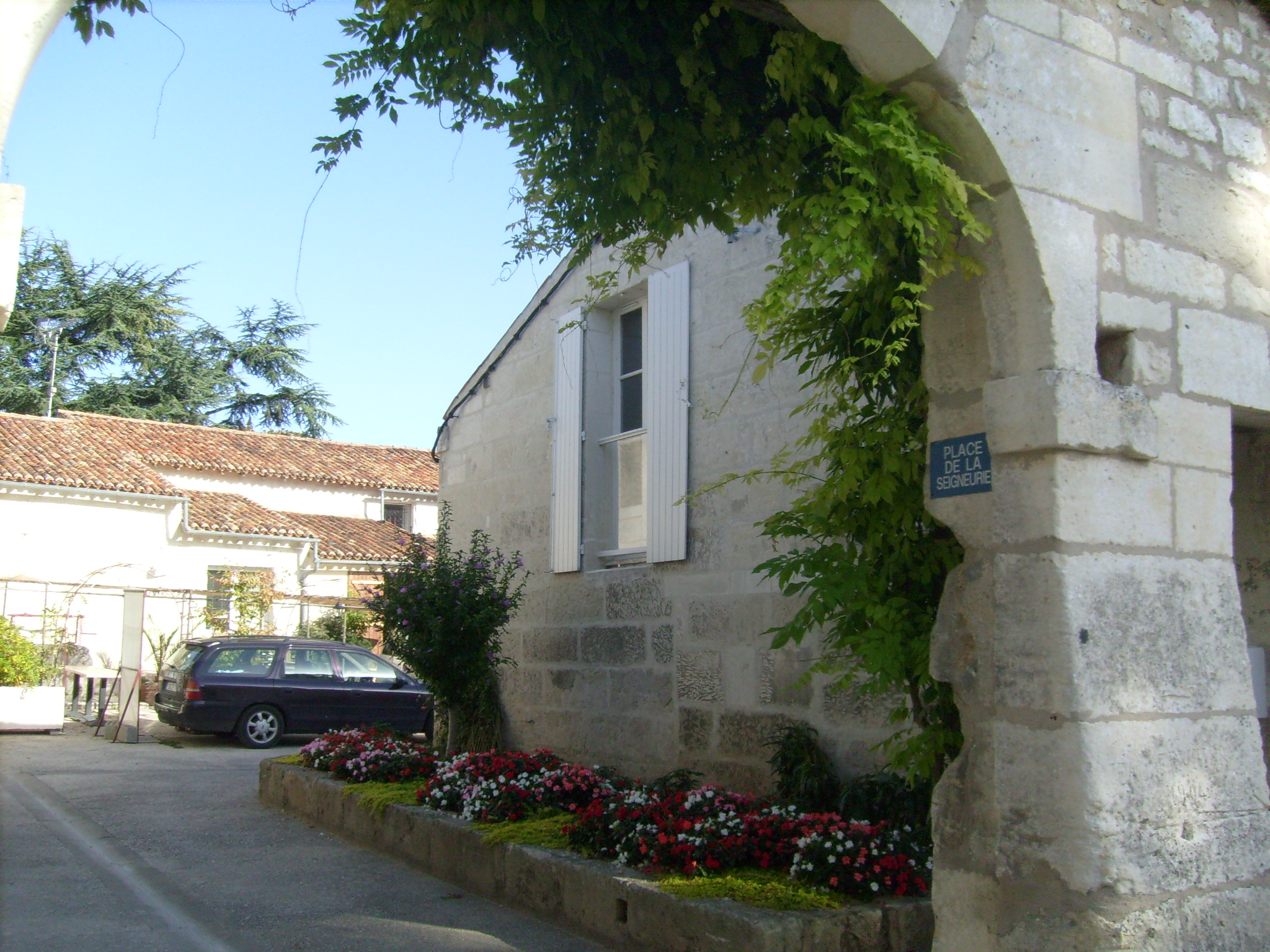
La place de la Seigneurie.

### Culture
Chaniers dispose d'une médiathèque, nommée en hommage à Dominique de Roux.

### Personnalités liées à la commune
L'écrivain Dominique de Roux y est enterré. Son frère, Xavier de Roux, a été maire de Chaniers de 1983 à 2014. Leur mère a résidé au château de la Boucauderie, situé à l'ouest de la commune,.

### Héraldique
| Blason | Blasonnement : D'azur à la barre cousue de tenné chargée de quatre tourteaux de sinople, accompagnée en chef du clocher du lieu d'argent essoré de sable mouvant de la barre et en pointe d'un poisson de gueules versé en barre, au comble de sinople chargé de l'inscription « CHANIERS » en lettres capitales de sable. |